# Гау-Біккельгайм
Ґау-Біккельгайм (нім. Gau-Bickelheim) — громада в Німеччині, розташована в землі Рейнланд-Пфальц. Входить до складу району Альцай-Вормс. Складова частина об'єднання громад Вельштайн.
Площа — 7,99 км2. Населення становить 2199 ос. (станом на 31 грудня 2020).